# Дериевка
Дери́евка (укр. Деріївка) — село в Онуфриевской поселковой общине Александрийского района Кировоградской области Украины
До 2020 года входило в Онуфриевский район
Население по переписи 2021 года составляло 806 человек. Почтовый индекс — 28121. Телефонный код — 5238.
Село основано в конце XVII века и первоначально было известно как Дереївська слобода (иногда встречается в записях как Дереївка).

## Археология и палеогенетика
В 1950-х годах здесь раскопали могильники субнеолитической днепро-донецкой культуры (6—8 тыс. л. н.), поселения Средний Стог 2 (Sredniy Stog II) раннеэнеолитической дереивской стадии среднестоговской культуры (5—6 тыс. л. н.) и бронзового века. Сейчас Дериевский могильник, как и часть села Дериевка, уже более 40 лет покоятся под водами Каменского водохранилища.
По селу Дериевка, где в 1959 году на правом берегу Днепра Д. Я. Телегиным были раскопаны поселение (4150—4050 года до н. э.) и могильник среднего энеолита Дериевка II (Dereivka II), получила название дереивская культура медного века. В поселении обнаружены полуземлянки со столбовой конструкцией и открытыми очагами, погребение двух собак.
При раскопках селения 4200—4000 гг. до н. э. в Дериевке среди костей прочих животных найдено сравнительно высокое количество останков лошадей — 12 — 52 %. При радиоуглеродном анализе материалов из Дериевки было установлено, что в слои существовавшего там неолитического поселения 4-го тыс. до н. э. попали останки лошади более поздней эпохи (ок. 700—200 г. до н. э.).
У неолитических обитателей Дериевки I (Dereivka I), живших на мысе реки Омельник 5500—4800 лет до н. э., определены митохондриальные гаплогруппы U4b1a1a, U5a1b, U5b2b1 и Y-хромосомные гаплогруппы R, R1, R1a, R1b1, I, I2a2a1b, I2a2a1b1.